# The Museum
The Museum es una banda de música cristiana contemporánea fundada en Georgia, Estados Unidos. Hasta la fecha han producido tres álbumes, el primero de ellos de manera independiente y los otros dos, bajo el sello discográfico BEC Recordings.

## Historia
En 2006, Ben Richter se mudó de Texas a Atlanta, Georgia para trabajar como pastor de jóvenes y líder de alabanza en una iglesia local. No viajó solo pues invitó a su amigo Geoffrey Ashcraft a mudarse con él. Después de establecerse en su nueva iglesia, conocieron a Josh Kirk. Los tres empezaron a dirigir los cantos y alabanzas en los servicios locales y después de probar con varios bajistas, establecieron una alineación definida con la llegada de Chris Brink en 2010.
El origen del nombre de la agrupación provino de un viaje en 2008 a Rumania, cuando Josh entró a una ceremonia que conmemoraba el fin del comunismo en ese país. "Había un pequeño y humilde museo cerca a la plaza que contaba la historia. Resulta que era un grupo de cristianos el que de hecho provocó la revolución política y social. Veinte años después los cambios políticos se dieron mas el centro espiritual de la revolución fue prácticamente olvidado. Ese pequeño museo permaneció ahí sin embargo, ofreciendo una visió de la clase de fe que puede dar la vuelta a una nación", afirmó el baterista. Poco después, Josh se unió a Geoffrey y Ben para formar The Museum.
En 2010, lanzaron Let Love Win después de firmar con BEC Recordings y lanzaron dos sencillos que fueron exitosos en las radios cristianas: «My Help Comes From The Lord» y «Allelujah». Incluso la banda se unió a la agencia contra la pobreza Compassion International y al ministerio Not For Sale dedicado a luchar contra la trata de personas.
A mediados de 2011, Geoffrey Ashcraft dejó el grupo y se unió a la banda de Texas, Sleeperstar. Loyd Rieves hizo las veces de guitarrista principal para The Museum y se convirtió en miembro oficial a inicios de 2012. Con la colaboración del productor Pete Kipley, quien había trabajado previamente con Phil Wickham, Matthew West y MercyMe, lanzaron My Only Rescue el 28 de agosto de 2012. El primer sencillo fue «Love Will Find You».

## Miembros de la banda

### Actuales
- Ben Richter – Vocalista y guitarra (2006 – presente)
- Loyd Rieves – Guitarra y voz de apoyo (2012 – presente)
- Chris Brink – Bajo y voz de apoyo (2006 – presente)
- Josh Kirk – Batería y programación (2006 – presente)

### Exmiembros
- Geoffrey Ashcraft – Guitarra (2006 – 2011)

## Discografía

### Álbumes
Álbumes de estudio
| 2008                                                     | Reverse This Dying Trend - Fecha de lanzamiento: 11 de febrero de 2008 - Sello discográfico: Independiente | —  | —  | —  |
| 2010                                                     | Let Love Win - Fecha de lanzamiento: 27 de julio de 2010 - Sello discográfico: BEC Recordings              | 18 | 21 | 7  |
| 2012                                                     | My Only Rescue - Fecha de lanzamiento: 28 de agosto de 2012 - Sello discográfico: BEC Recordings           | 24 | 29 | 12 |
| "—" denota que el lanzamiento no logró entrar en listas. | |    |    |    |

### Sencillos
| Año                                                      | Sencillo                      | Máxima posición en listas | Máxima posición en listas        | Máxima posición en listas    | Máxima posición en listas         | Máxima posición en listas      | Máxima posición en listas   | Álbum          |
| Año                                                      | Sencillo                      | Billboard Christian Songs | Billboard Christian AC Indicator | Billboard Christian AC Songs | Billboard Christian Digital Songs | Billboard Christian Hot AC/CHR | Billboard Christian Soft AC | Álbum          |
| -------------------------------------------------------- | ----------------------------- | ------------------------- | -------------------------------- | ---------------------------- | --------------------------------- | ------------------------------ | --------------------------- | -------------- |
| 2010                                                     | «My Help Comes From The Lord» | 12                        | 5                                | 14                           | 39                                | 15                             | 6                           | Let Love Win   |
| 2011                                                     | «What Child Is This»          | 39                        | —                                | 21                           | —                                 | —                              | —                           | Let Love Win   |
| 2011                                                     | «Never Look Away»             | 32                        | 18                               | —                            | —                                 | 24                             | 20                          | Let Love Win   |
| 2011                                                     | «Allelujah»                   | 8                         | —                                | —                            | —                                 | —                              | 2                           | Let Love Win   |
| 2012                                                     | «Love Will Find You»          | —                         | 29                               | —                            | —                                 | —                              | —                           | My Only Rescue |
| "—" denota que el lanzamiento no logró entrar en listas. |                               |                           |                                  |                              |                                   |                                |                             |                |

### Apariciones en compilaciones
- 2011: WOW Hits 2011 - «My Help Comes From The Lord»

## Premios y nominaciones
| Año  | Premio                       | Categoría                                    | Trabajo nominado              | Resultado |
| ---- | ---------------------------- | -------------------------------------------- | ----------------------------- | --------- |
| 2012 | BMI Christian Music Awards   | Una de las canciones más sonadas de la radio | «My Help Comes From The Lord» | Ganadores |
| 2011 | ASCAP Christian Music Awards | Una de las canciones más reproducidas        | «My Help Comes From The Lord» | Ganadores |